# Digonogastra epica
Digonogastra epica är en stekelart som först beskrevs av Cresson 1872.  Digonogastra epica ingår i släktet Digonogastra och familjen bracksteklar. Inga underarter finns listade i Catalogue of Life.